# René Villars de la Brosse-Raquin

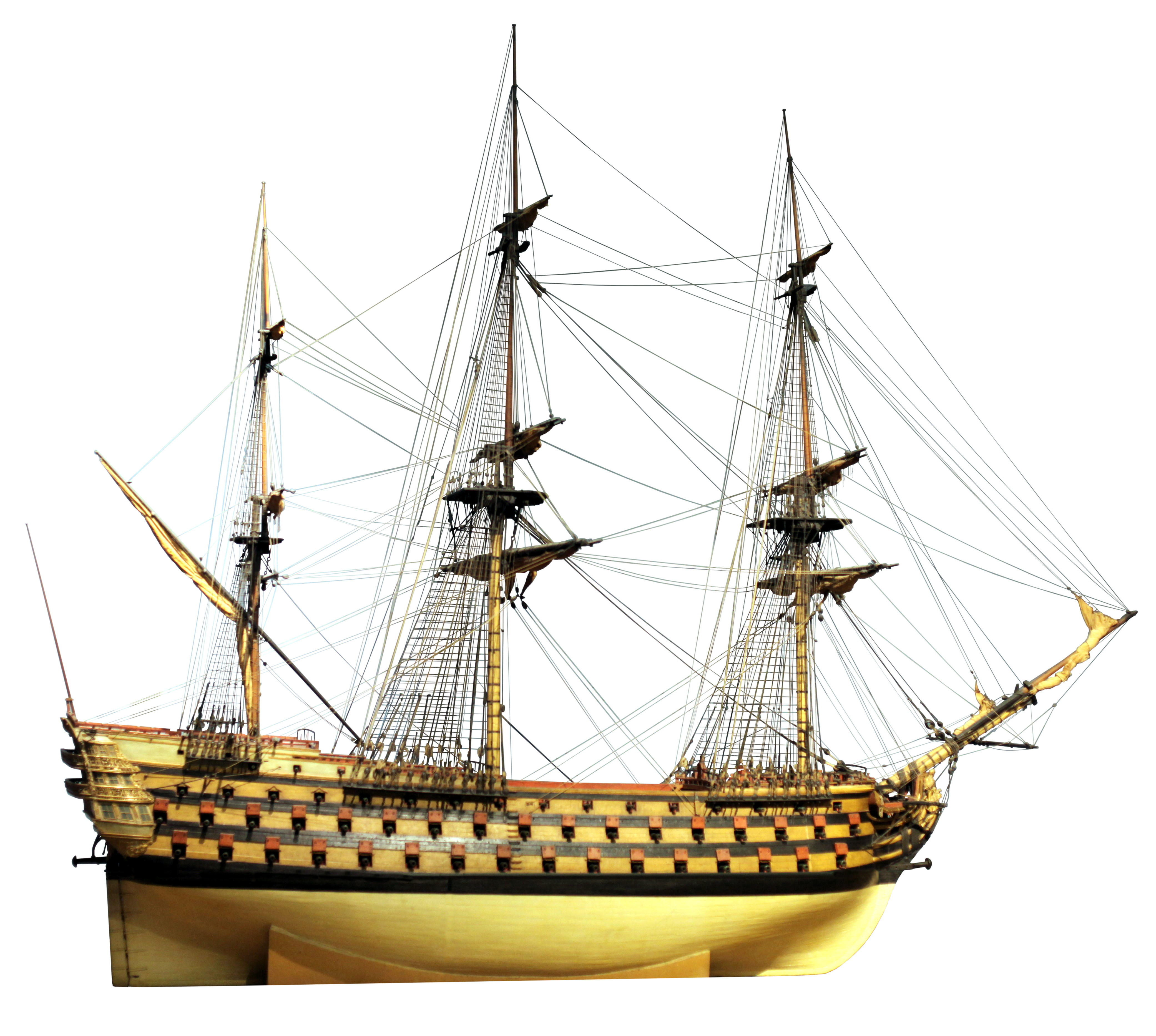
Maquette du Vaisseau de ligne dit du Royal Louis (Louis XV), exposé au Musée national de la Marine.

René de Villars de La Brosse Raquin serait probablement né  aux environs de La Palisse (Lapalisse) en 1704, et mort le 19 juin 1776 à Rochefort. Il était Officier de marine et un noble français du XVIIIe. Il sert pendant la Guerre de Succession d'Autriche , la Bataille des Cardinaux et la Guerre de Sept Ans, principalement dès ses débuts comme officier d'Artillerie de marine attaché principalement au port de Rochefort où il se montre très brillant.. Passé au commandement de plusieurs Vaisseaux de 74 canons du roi dont Le Glorieux et malgré le malheureux épisode dit du Blocus de la Vilaine ;  il termine sa carrière militaire avec sa nomination le 15 novembre 1771 au rang prestigieux de Chef d'escadre des armées navales (qui fut remplacé en 1791 par celui de Contre-amiral) . Après avoir reçu la médaille de chevalier en 1742, l'officier de marine Villars de La Brosse Raquin est fait officiellement sous Louis XVI , le 18 août 1775 , Commandeur de l'Ordre royal et militaire de Saint-Louis. À sa création en l'an 1752 de par la volonté du roi Louis XV, cet Officier général  de la Marine royale, se présenta et siégea de 1752 à 1769 comme membre ordinaire de l'Académie de marine.

## Biographie
Origine et famille
René Villars de Brosse serait issu de la Maison de Villars, une ancienne famille Noble originaire du Bourbonnais, anciens seigneurs ayant jadis possédés depuis le XVe et le XVe siècle[Quoi ?] le fief du Château de la Brosse-Raquin sur la commune de Tortezais. Cette supposition parait être très vraisemblable, car nous trouvons un certain François de Villars, seigneur de La Brosse, s'installer le 20 février 1661 audit lieu de La Brosse-Raquin... Cependant, il semble acquis qu'une des branches de cette noble famille se serait aussi fixée sur les bords de la rivière de Besbre dans les proches environs de La Palisse en  Bourbonnais. Certaines sources bibliographiques ou archivistiques, mentionnent que certains membres de cette famille de la noblesse bourbonnaise, furent seigneurs du château de Gléné à Servilly, jadis fief ayant appartenu depuis le XVIe siècle par la Famille de Chabannes.

Blason de la ville de La Rochelle.

René semble être l'aîné d'une fratrie de quatre enfants, fils du sieur Claude Bernard de Villars de La Brosse (1676-1737) , qui exerça d'abord au port militaire de Toulon fut dans cette ville, nommé Garde de la Marine le 4 mars 1687, puis Enseigne de vaisseau nommé le 1er janvier 1692 , puis promu Lieutenant de vaisseau le 1er janvier 1703 à Rochefort , suivit de son mariage peu après cette promotion à La Rochelle le 30 mars 1706 avec Marie-Anne Gouchon ou Marianne Gouchon son épouse. Son frère cadet Gilles Bernard de Villars de La Brosse est né le 9 novembre 1705 et fut baptisé à La Rochelle le 12 juillet 1707, en la paroisse de Saint-Barthélemy. Gilles Bernard de La Brosse devint Brigadier des armées du  Roi avant de servir dans La Royale où il devint Capitaine de vaisseau, nommé chevalier de l'Ordre royal et militaire de Saint-Louis en 1746.
À peine engagé dans la Marine, le 30 octobre 1711, René assiste à La Rochelle au baptême de sa sœur cadette Élisabeth-Charlotte née le 30 septembre 1711, fille de Claude Bernard Villars de La Brosse, lieutenant de vaisseau du Roi et de Marie-Anne ou Marianne Gouchon son épouse. L'enfant a pour parrain un certain Jacques Michel et pour marraine Charlotte Gouchon. En 1713, nait à La Rochelle  le quatrième et dernier enfant de la fratrie Marie-Thérèse Villars de La Brosse, fille de Claude Bernard Villars de La Brosse, baptisée à Notre-Dame le 20 août 1713.

## À Rochefort: l'ascension d'un marin artilleur
Villars de La Brosse entre très jeune dans la Marine royale, en 1711, en tant que volontaire. Il intègre à Rochefort une compagnie de garde de la Marine le 27 septembre 1718, probablement à l'issue d'une solide formation à l'École des cadets gentilshommes. Engagé dans une Compagnie de Gentilshommes de garde-marine (en réalité ce qui correspond aujourd'hui à celui d'élève Aspirant), Villars commença son long apprentissage au métier de marin. Dans sa phénoménale Description de La France parue en 1719, Jean-Aimar Piganiol de La Force, écrivit à propos des structures administratives et organisationnelles de la marine  : 
" ..(...) parmi les Gardes de la Marine, qui sont des gentilshommes a qui le Roi entretien des maîtres pour leur apprendre tout ce qui est nécessaire pour la guerre et pour la navigation & qui servent comme volontaires. En tems de guerre, il y a neuf cens Garde de la Marine distribuez en trois compagnies, une à Toulon, une à Brest et une autre à Rochefort. Elles sont commandées chacune par un capitaine de vaisseau. (...) "

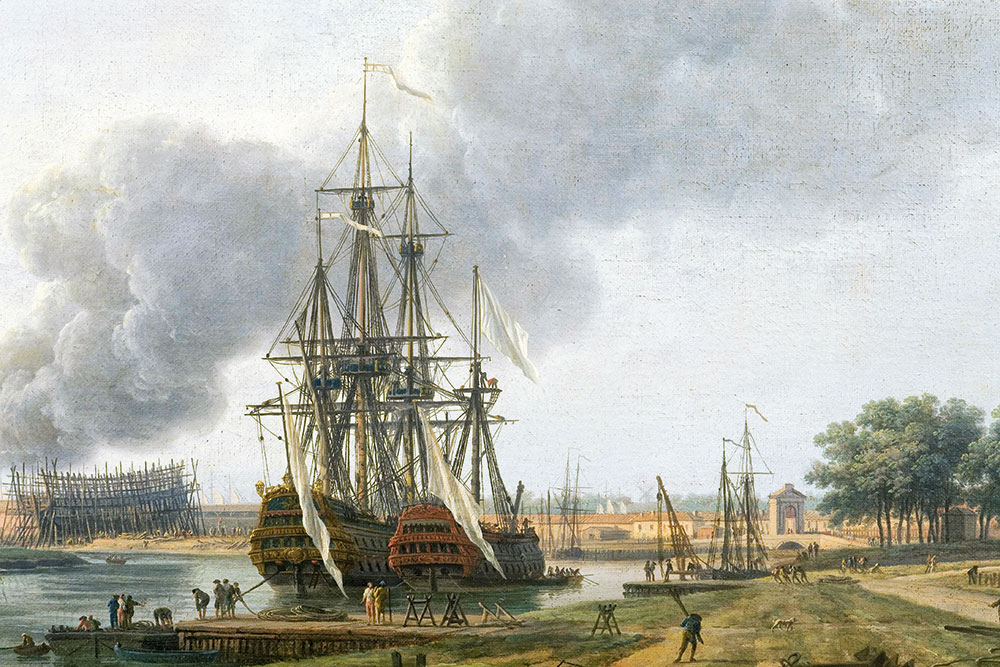
Vue du port de Rochefort au XVIIIe siècle par Joseph Vernet. (1761)

Le jeune Villars commence alors une carrière très prometteuse dans l'Artillerie de marine, d'abord comme aide d’artillerie le 16 septembre 1726, avant d'être promu sous-lieutenant d’artillerie le 10 juin 1733, puis Lieutenant d’artillerie le 20 mai 1741. Remarqué pour ses talents d'artilleur maritime, en cette année 1741 le physicien Henri Louis Duhamel du Monceau sollicita le concours de M. Villars de La Brosse, afin d'organiser et de former les futurs officiers des arsenaux royaux. En l'année 1742, les mérites militaires du lieutenant d'artillerie de marine Villars de La Brosse, se virent reconnus par le roi Louis XV, qui lui décerna la médaille de chevalier de l'Ordre royal et militaire de Saint-Louis. Quelques années après, il devint Capitaine de vaisseau le 1er janvier 1746, prêt à commander sur les vaisseaux royaux de sa majesté. Pendant la guerre de Succession d'Autriche, il sert dans le détachement des troupes de la Marine envoyé en Louisiane en 1739-1740, puis sert en Flandre de 1743 à 1745.

## Un officier artilleur hors pair au service du roi.
Début Août 1751, sous le commandement d'Antoine Alexis Perier de Salvert nouvellement nommé Chef d'escadre des armées navales en Atlantique, Villars de La Brosse s'embarque au départ de Brest comme commandant de vaisseau sur  La Diane, pour une mission navale commanditée par le roi, chargé d'examiner géographiquement et scientifiquement au large des côtes du royaume d'Espagne , sur la côte de la Galice , quels sont les contours précis du Cap Finisterre et du Cap Ortegal. Au cours de cette mission, cette escadre composée de 9 vaisseaux commandée par M. Perier de Salvert commandant du Dragon,  M de La Brosse connu au cours de cette expédition navale, quelques avaries d'ordre matériel à bord de sa frégate La Diane. La relation de cette mission scientifique nous en est très justement donné dans Les Mémoires de l'Académie des sciences  par le sieur Gabriel de Bory , qui escorta en tant que scientifique cette escadre comme Commandant de la Corvette L'Amarante , écrivit dans son rapport :
" (.....)  Le 9 du mois d'Août, je reçus de M. de Perier, l'ordre d'aller à Bayonna  ( Baiona ) port de Galice, y porter des dépêches pour la Cour de France et pour le Commandant de frégates de son escadre qui avoient relâché dans ce même port. (....)  "
En effet, l'une des deux frégates La Diane ayant relâché et amenée au port galicien de Bayonna (Baiona) se trouvait être celle placée sous le commandement du capitaine René Villars de La Brosse :
" (....) La Diane ayant rompu son grand Mât de Hune et ses barres de Hune, le général permit à M. de La Brosse de relâcher  ( de faire escale ) à Bayonna et ordonna au Zéphyre de l'accompagner (....) "
En 1852, le ministre Marc-René de Montalembert sollicite dans une lettre les conseils avisés du capitaine d'artillerie Villars de La Brosse, à propos d'une fourniture défectueuse de canons malencontreusement  livrée par la Fonderie de Ruelle.
La paix revenue, Villars devint membre ordinaire de l’Académie de marine le 30 juillet 1752 (retiré en 1769). En 1755, il est affecté aux forges de Saint-Gervais.

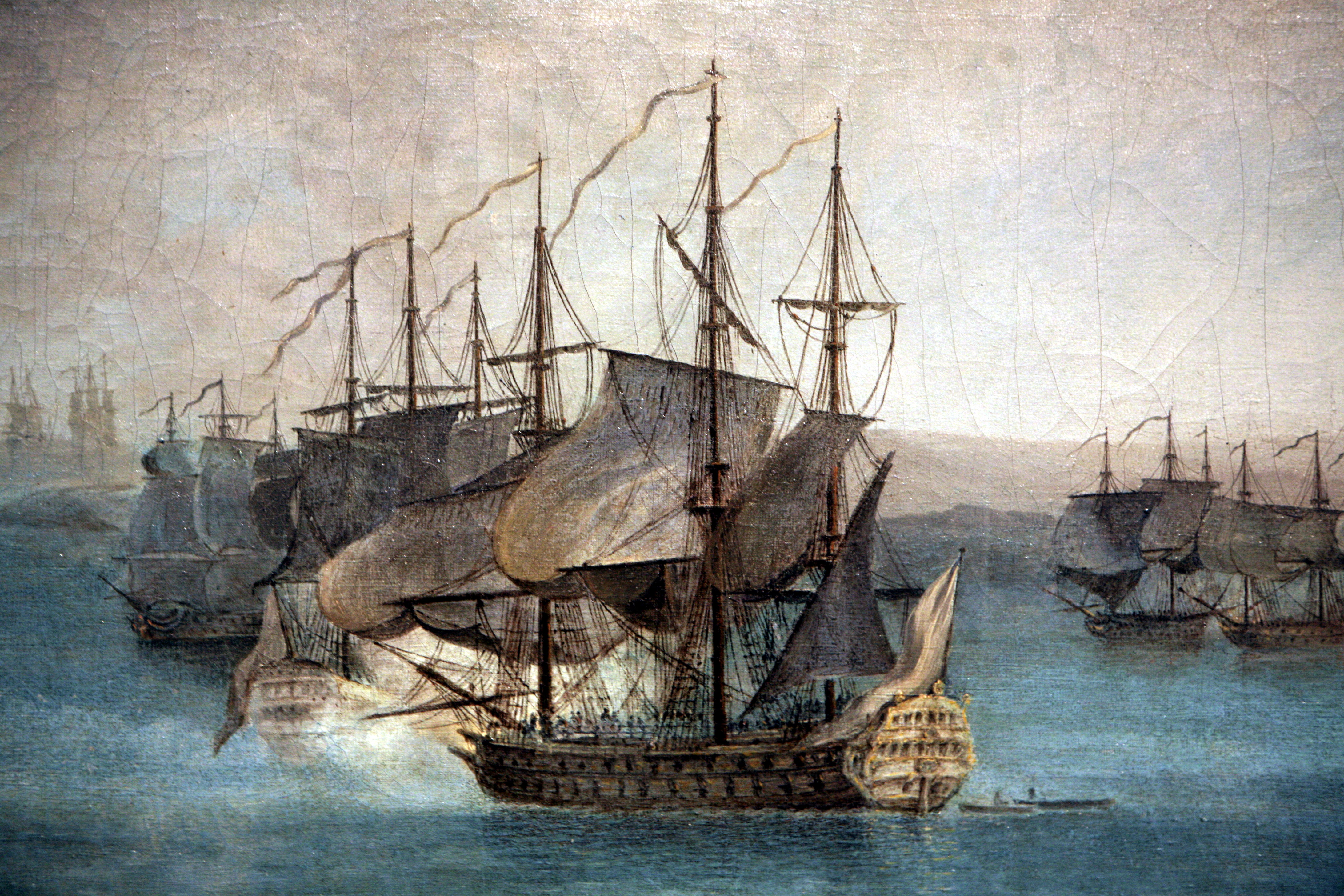

Villars de La Brosse poursuit sa progression militaire et est nommé Commissaire Général d'artillerie le 25 juillet 1754 à Toulon, laissant sa place à Rochefort de commandant d'une compagnie de bombardiers au sieur Claude de Beauharnais promu et affecté à ce poste.
Lorsque la guerre de Sept Ans éclate, il passe sur les vaisseaux du Roi. Il commande en 1756 le Guerrier, vaisseau de 74 canons, à bord duquel il prend part à la Bataille de Minorque (20 mai 1756) contre l’escadre anglaise de l'amiral Byng et à la prise de Port Mahon. Trois ans plus tard, il commande Le Glorieux  équipé de 74canons et de près de 700 hommes d'équipage, avec lequel il participe à la bataille des Cardinaux (20 novembre 1759) avant d’assumer temporairement le commandement du groupe de bâtiments de guerre réfugiés dans la Vilaine.
À la suite de la bataille, sept vaisseaux de ligne et quatre frégates se retirent dans la Vilaine dont les vents contraires et la présence des Anglais les empêchent d'en sortir. Le Secrétaire d'État de la Marine, Berryer, préoccupé de faire des économies, parle alors de faire 
désarmer des bâtiments devenus inutiles. Les officiers protestent. Le ministre leur répond sèchement « de ne pas ajouter de folles dépenses à un très grand mal. » Nouvelle protestation, bruyante et collective, des officiers ; ils demandent à être déférés devant un conseil de guerre, « seul juge compétent, disent-ils, pour juger des faits dénaturés par d'indécentes et fausses relations. » 
Le conflit entre le ministre et les officiers se termine par la cassation des officiers et l'internement au château de Saumur de M. Villars de La Brosse, l'auteur de la lettre au ministre. Enfermé en vertu d'un ordre du roi du 14 février 1760, Villars de La Brosse est remis en liberté par un ordre du 1er décembre 1761.
Sa disgrâce auprès du pouvoir royal ne dure que peu de temps puisqu'il est promu à l'arsenal de Brest comme chef d'une brigade d'artillerie de marine, désignée sous l'appellation de Brigade de La Brosse,nomination et fonction qu'il reçoit le 15 janvier 1762 et qu'il occupa jusqu'à fin 1764. L'année 1765 le vit revenir au port de  Rochefort
Villars de La Brosse reçoit le rang de brigadier des armées navales le 25 mars 1765. Prêtant allégeance de servir loyalement le roi dans l'exercice de ses armées navales, Villars de La Brosse signe le 26 novembre 1765 aux côtés d'autres officiers généraux, un certificat de loyauté, assurant au roi de défendre aux assauts de l'ennemi (de l'Angleterre), la base maritime et militaire du port de Rochefort.

puis celui de chef d'escadre des armées navales le 15 août 1771. Peu de temps avant sa mort, il reçoit sous Louis XVI le 18 août 1775 le cordon rouge de commandeur de l'Ordre royal et militaire de Saint-Louis . Peu après sa mort, cette prestigieuse décoration militaire fut attribuée en septembre 1776 au comte de Breugnon. qui fut commandant du port de Brest également nommé chef d'escadre en 1767. À ce propos voici ce que l'on pouvait lire dans le Mercure de France , concernant son successeur et le transfert à ce dernier (en septembre 1776)  de cette nomination :
" Le Roi a disposé de la dignité de Commandeur de l'Ordre de Saint Louis, vacante par la mort du Sieur Villars de La Brosse, chef d'escadre, en faveur du comte de Breugnon, autre chef d'escadre" .

## Les derniers vœux post-mortem de feu M. de Villars de La Brosse?
René Villars de La Brosse  meurt le 19 juin 1776 à Rochefort, dans sa 71e année, ne laissant derrière lui aucune postérité. Selon certaines sources archivistiques tirées de l'inventaire général des archives de la Charente-Inférieure, la dépouille de feu cet officier supérieur de la marine royale , a été  inhumée en 1776 au cimetière marin de Saint-Louis, dépendant de Église Saint-Louis de Rochefort. Villars ne laissant nuls descendants. Le registre des archives communales de la ville de Rochefort antérieures à 1790 mentionnèrent à cet effet :
" Décès de Messire René d'Aquin de Villards de La Brosse (19 juin 1776) Commandeur de l'Ordre de Saint-Louis, Chef d'Escadre des armées navales , âgé de 72 ans, a été inhumé au cimetière".
Plusieurs mois après sa mystérieuse disparition, 

### Sources et bibliographie
- Patrick Villiers, Des Vaisseaux et des Hommes : La marine de Louis XV de Louis XVI. Edition Fayard histoire. Paris  2021
- Michel Vergé-Franceschi, Marine et éducation sous l'ancien régime. Edition du CNRS. Paris 1991
- François Caron ,La Guerre incomprise, ou les raisons d'un échec. Capitulation de Louisbourg 1758.-Edition Service historique de la Marine.- Paris 1983 . (Villars de La Brosse pages 366, 381.)
- Meslin, Mémoires historiques concernant l'ordre Royal et militaire de Saint-Louis et l'institution du mérite militaire, Paris, Imprimerie Royale, 1785 (lire en ligne)
- La France à Minorque sous Louis XV - 1756-1763, par Edouard Guillon. D'après des documents inédits des archives de France et des Baléares. Edition Ernest Leroux.- Paris 1894
- Journal politique, ou Gazette des gazettes, Bouillon, juillet 1776 (lire en ligne), p. 127
- Georges Lacour-Gayet, La marine militaire de la France sous le règne de Louis XV, Paris, Honoré Champion, 1902 (lire en ligne), p. 346 et 485